# Black/Matrix 2
Black/Matrix 2 est un jeu de rôle tactique développé et publié par NEC InterChannel sur PlayStation 2 et sorti le 28 mars 2002 au Japon.